# Henrietta Boggs
Henrietta Boggs (Spartanburg, 6 de mayo de 1918-Montgomery, 9 de septiembre de 2020) fue una política, escritora, periodista y activista estadounidense y costarricense, esposa del expresidente de Costa Rica, José Figueres Ferrer, por lo que ejerció como primera dama entre 1948 y 1949. Participó activamente en la política nacional durante y después de la Guerra civil de Costa Rica de 1948, donde abogaría por reconocer el derecho al voto de la mujer en el país.
Luego de su divorcio con Figueres en 1952 y de alejarse de la política costarricense, trabajó para la delegación de Costa Rica ante las Naciones Unidas, y se dedicó a escribir diferentes libros, entre ellos, "Casada con una leyenda: Don Pepe", libro que inspiraría años después la creación del documental "Primera Dama de la Revolución", en el cual se relata detalles sobre su vida, así como de su participación en la política, y escrito del que parte "Henrietta, el musical", un espectacular montaje al estilo de Broadway que cuenta los acontecimientos de la década de los 1940 en Costa Rica desde la mirada de Boggs.

## Biografía
Henrietta Boggs nació en Spartanburg, el 6 de mayo de 1918. Es hija de Ralph Emerson Boggs y Meta Long. En 1923, su familia se mudó a Birmingham, Alabama, donde su padre inició un negocio de construcción.
Después de completar la escuela secundaria, Boggs asistió a la Southern College de Birmingham, donde estudió inglés y fue reportera del periódico estudiantil. Más tarde viajó por América Latina  escribiendo artículos para el periódico de su ciudad natal, The Birmingham News, con descripciones detalladas de la pobreza y las carencias de las que era testigo.
Durante unas vacaciones de verano en 1940, Boggs fue a visitar a sus tíos, quienes se habían jubilado en Costa Rica y poseían una finca cafetalera. Allí conoció a José Figueres Ferrer, con quien se casó el 18 de octubre de 1941.
El 8 de julio de 1942 Figueres realizó una denuncia contra actos irregulares y corrupción del Gobierno en un discurso radiofónico. Antes de poder concluir su intervención los servicios de seguridad tomaron la radioemisora y Figueres fue apresado y encarcelado. Cuatro días después, la pareja se exilió a El Salvador y buscaron refugio en México, donde participaron en reuniones clandestinas y enviaron armas de contrabando para la revolución que se estaba gestando.

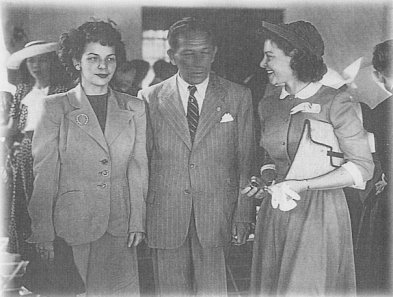
Henrietta Boggs en funciones protocolarias como primera dama

En 1948 Figueres lideró las fuerzas de oposición en la Guerra civil de Costa Rica convirtiéndose en el presidente de la Junta Fundadora de la Segunda República en Costa Rica durante 18 meses (1948-1949). Figueres estableció una democracia y promulgó reformas económicas basadas en las instauradas por Roosevelrt durante la Gran Depresión. En este periodo Boggs (según algunos análisis) presionó a su esposo para que permitiera votar a las mujeres costarricenses . En 1951 se divorció de Figueres y se trasladó con sus hijos primero a Birmingham y después a  Nueva York, donde trabajó para la delegación de Costa Rica ante las Naciones Unidas mientras perseguía su pasión por la escritura.
En 1956 regresó temporalmente a Alabama para apoyar la protesta de la comunidad negra contra la política de segregación racial en el transporte público y fue una de las voluntarias que trasladaron a los manifestantes a sus trabajos para que pudieran dejar de utilizar autobuses durante la huelga. Finalmente, la Corte Suprema de Estados Unidos abolió la política de segregación en el transporte público, una primera victoria para el movimiento por los derechos civiles en Estados Unidos. Regresó a Nueva York y pasó temporadas en París donde estudiaba su hija. 
En 1969, Boggs regresó a Alabama donde se casó con Hugh MacGuire, un antiguo compañero del bachillerato y prominente cirujano en Montgomery con quien mantenía correspondencia desde hace años. Junto con su ahora esposo cofundó la revista River Region Living. Trabajó también en programas de televisión y encabezó movimientos a favor de los derechos civiles, derechos de la mujer y reivindicaciones laborales.
En 1992, publicó "Casada con una leyenda: Don Pepe", libro de memorias en el que relata su vida y su participación en la política costarricense.
En 2016 se estrenó el documental "Primera Dama de la Revolución", inspirado en el libro de sus memorias.

## Vida personal
El 18 de octubre de 1941 se casó con José Figueres Ferrer que llegaría a ser presidente de facto de Costa Rica (1948-1949).  El 20 de abril de 1943, nace su primer hijo, José Martí, y el 19 de febrero de 1945 su primera hija, Meta Shannon, ambos en la ciudad de San José. Se divorciaron en 1952. 
En 1965 contrajo nupcias con el doctor Hugh C. MacGuire.

## Fallecimiento
Falleció en su casa de Montgomery, Alabama de causas naturales el 9 de septiembre de 2020 a los 102 años.

## Documental
En agosto de 2016 se estrenó Estados Unidos el documental “Primera Dama de la Revolución”, dirigido por Andrea Kalin (ganadora de un Emmy) y producido por Spark Media. El se realizó en el marco del Sidewalk Film Festival en Alabama, donde ganó el Premio del Público y Henrietta Boggs fue galardonada con el Sidewalk Spirit Award.

## Henrietta, el musical
Henrietta, el musical, es un espectáculo de teatro musical al estilo Broadway producido por Teatro Espressivo estrenado en septiembre del 2021 en el Teatro Nacional, que repasa los acontecimientos de una década trascendental en la historia del país como lo fue la Guerra Civil de Costa Rica de 1948, desde la mirada de Henrietta Boggs, una joven de Alabama, Estados Unidos, que llegó al país centroamericano y que por fuerza del destino se convirtió en primera dama de la República en 1949.
En este espectáculo el viaje de Henrietta Boggs es una celebración a la idiosincrasia costarricense y una rememoración de los acontecimientos históricos que revolucionaron la vida de toda una nación. 
Mientras el mundo se dividía en una Guerra Fría, Henrietta presenciaba a líderes de la izquierda, la derecha y la iglesia firmar un pacto histórico que sentaría la base del talante reformista de la Segunda República.
Este espectáculo se ha presentado tres temporadas en el Teatro Nacional, ha sido visto por cerca de 20 mil personas y en agosto de 2023 iniciará su gira en Guanacaste.

### Modelo de producción
Este es el primer proyecto de un nuevo paradigma en torno al valor de las artes y la cultura en Costa Rica. Para ello, se “tropicalizó” un conocido modelo financiero de Broadway que permite el apoyo a las iniciativas creativas por parte de coproductores comprometidos a invertir en la economía naranja y fomentar la cultura. 
La puesta en escena se inspira en dos exitosos musicales de Broadway: “Hamilton” y “The Sound of Music”, producciones que son un excelente ejemplo de interacción entre la historia y el entretenimiento.

### Artistas
Para producir el espectáculo, se reunió a algunos de los mejores artistas de Costa Rica como escritores, músicos, director e intérpretes, quienes desde mayo de 2020 trabajaron en el show. Doña Henrietta Boggs, fallecida en septiembre del 2020, participó de la primera parte de este proceso.
Entre los artistas se destacan Denise Duncan Villalobos, dramaturga encargada de escribir el texto del espectáculo, Jaime Gamboa Goldemberg, compositor de las letras de las canciones, Bernardo Quesada, compositor musical, Luis Carlos Vásquez, director escénico de este espectáculo y María Amalia Pendones, directora coreográfica. Además se suman más de 25 artistas interdisciplinarios entre actores y actrices, cantantes y bailarines como parte del elenco del montaje.